# Josep Dalmau i Olivé
Josep Dalmau i Olivé (Sant Llorenç Savall, Vallès Occidental, 20 d'octubre de 1926 - Gallifa, Vallès Occidental, 5 de setembre de 2018) fou un sacerdot, escriptor, teòleg i activista català.

## Biografia[3]
Va néixer el 20 d'octubre de 1926 a Sant Llorenç Savall en una família de pagesos menestrals. Fill de Francesc Dalmau Valls i de Coloma Olivé Torra, fa els primers estudis al seu poble natal. Més tard entrà al Seminari de la Conreria per fer els eclesiàstics. Fa després els estudis de Teologia a la Universitat Pontifícia de Salamanca, on a segon curs serà expulsat. Acabà Teologia a la Universitat Pontifícia de Comillas i s'ordenà sacerdot a Sant Llorenç Savall. Va morir a Gallifa el 5 de setembre de 2018.

## Trajectòria eclesial i cívico-política
S'estrenà de capellà com a rector suplent a Sant Pere Molanta i l'Arboçar, a la comarca de l'Alt Penedès. Després, l'any 1953 serà vicari a la parròquia de Gràcia de Sabadell on muntarà amb altres vicaris les colònies de vacances, les caramelles amb els infants i iniciarà una tasca amb els joves d'Acció Catòlica. Després passà a Vilanova i la Geltrú, a la parròquia de Sant Antoni. Allà continuarà l'experiència dels Cursets de Cristiandat engegada pel seu antecessor Ricard Pedrals i Blanxart. Aquí tindrà contacte amb l'oposició antifranquista de la mà de militants del MSC i PSUC. A més començarà un moviment per a noies a partir de conferències catalanistes i progressistes de personatges com Joan Piñol. Començà en aquesta època a col·laborar amb la Revista El Ciervo de Barcelona que impulsaven els germans Joan i Llorenç Gomis i Sanahuja. Entrà en contacte amb el fundador de la GOAC (HOAC), el vilanoví Mn. Guillem Rovirosa i Albet, qui serà un dels seus referents.
Ja era considerat conflictiu per la jerarquia de l'Església. El 1958 va ser, contra tot pronòstic, nomenat rector de Gallifa, un petit poble rural del Vallès Occidental que poc després va passar a la jurisdicció del bisbat de Vic. Mantindrà relacions conflictives amb el seu bisbe. L'estança a Gallifa a més de permetre'l disposar de temps per altres activitats fora de la població, el portarà a animar la vida del poble i desenvolupar la seva activitat pastoral creant un agrupament escolta mixt, adequant la rectoria com a casa de colònies i terreny d'acampada, cosa que facilità l'arribada de grups de joves catalans de la resta de l'Estat. Publicarà la revista infantil El Carretó que arribà a tenir mil subscriptors, etc. L'organització de cursos de formació obrerista a Gallifa facilitarà contactes amb la gent del Front Obrer de Catalunya (José Ignacio Urenda i Bariego, Miquel Roca Junyent, Alfons Carles Comín i Ros…). Serà professor de Moral a l'escola d'aprenents de la Maquinista Terrestre i Marítima de Barcelona on farà tasca de conscienciació, i introduirà el moviment de la JOC on militaran futurs líders obrers com Daniel Cando Cando, Manuel Murcia i Ros, etc.
El 1965 serà per primer cop jutjat pel Tribunal d'Ordre Públic, per un escrit signat per quatre-centes vint persones enviat a l'Audiència on es denunciava tortures a Jordi Pujol i demanaven que s'investigués. El segon va ser el 1966 amb motiu de la Manifestació de capellans de 1966 davant de la "Jefatura Superior de Policia", després de la qual van ser processats quatre dels promotors, a més d'ell, en Mn. Ricard Pedrals i Blanxart, Mn. Antoni Totusaus i Raventós. i el caputxí Jordi Llimona. El judici celebrat 1969 els condemnà a un any de presó i 10.000 pts de multa, però després les pressions del Vaticà obligà al Consell de Ministres a indultar-los abans que el Tribunal Suprem s'hi pronunciés. És important assenyalar que Mn. Dalmau ja havia passat a ser un dels onze capellans integrants de la llista de 462 catalans més vigilats per la policia durant el franquisme.
El 1966 participà breument, fent-se escapol de la policia, en els moments finals de La Caputxinada. Serà els dies posteriors en les accions de solidaritat de la Taula Rodona (vegeu La Taula Rodona (1966-1973)).
El 1969 serà també en la gènesi de la Tancada d'intel·lectuals a Montserrat en protesta pel Procés de Burgos que va propiciar la creació de l'Assemblea Permanent d'Intel·lectuals Catalans que el 1971, juntament amb la Taula Rodona i la Comissió Coordinadora de Forces Polítiques de Catalunya, crearen l'Assemblea de Catalunya.
Josep Dalmau també fou un ferm defensor del moviment d'acció no violenta, creat inicialment per cristians com Lluís Maria Xirinacs, Pepe Beunza, Leita, Fenollosa, Jaume Rodri, Jordi Llimona, molts d'ells lligats al moviment Pax Christi, i que després esdevindrà un moviment molt ampli i pluralista. El juliol de 1969 junt amb en Lluís Maria Xirinacs faran una vaga de fam a Santa Cecília de Montserrat per exigir la derogació del Concordat entre l'Estat espanyol i la Santa Seu. Es volia bastir un moviment popular de caràcter no violent. Aquest moviment serà la base per desenvolupar posteriorment la lluita no-violenta amb les famoses vagues de fam davant la presó Model de Xirinacs i en l'etapa democràtica en el moviment d'objecció de consciència i la insubmissió.
El 1968, arran del Concili Vaticà II, ja havia promogut les Comunitats Cristianes de Base. Per coordinar-les va crear el 1970 amb en Jaume Rodri, Vicenç Ligüerre, Joana Villamur, Ricard Lobo i Gil i altres la Comissió de Serveis de les Comunitats de Base. La comissió oferia serveis coordinava unes vuitanta comunitats i unes tres mil persones.
Participarà en la creació de l'Assemblea de Catalunya el novembre de l'any 1971. L'any 1972 amb Jaume Rodri, Joana Villamur, Ricard Lobo i Gil entre d'altres, crearan, primer com un servei de la Comissió de Serveis de les Comunitats de Base el Grup de No-Alineats de l'Assemblea de Catalunya, constituït inicialment per persones d'adscripció cristiana però que de seguida s'obrirà a tothom i que aglutinarà persones i grups partidaris de A. de C., però, sense adscripció partidista al llarg del territori català. El Grup de No-Alineats de l'Assemblea de Catalunya tingué una participació important en el desenvolupament de l'organisme unitari i en les seves activitats i campanyes.
Durant la transició democràtica farà diverses campanyes com la de promoció de la candidatura de Lluís Maria Xirinacs a Premi Nobel de la Pau que tingué força repercussió. També serà en el grup promotor del retorn de Tarradellas com a President de la Generalitat restaurada.

## L'etapa democràtica
Va rebutjar l'oferiment d'entrar a la candidatura pel Senat a l'Entesa dels Catalans. Participarà com grup de suport i difusió de les vagues de fam de Lluís M. Xirinacs davant de la presó Model. Després farà campanya per la primera candidatura de Xirinacs al Senat. El seu grup aconseguirà els fons necessaris i sortirà elegit.
L'any 1977 tornarà a estudiar a la universitat i es llicenciarà en Ciències de la Informació a, la Universitat Autònoma de Barcelona, per tal de perfeccionar les seves habilitats periodístiques i d'escriptura.
Josep Dalmau no ha estat membre de cap partit, i ha mantingut bones relacions amb molts ells (F.O.C., Felipe, MSC, PSUC, ERC…), però, si s'involucrà des de la seva independència en determinats moments per intentar salvar situacions delicades, com la crisi del MSC entre els corrents de Josep Pallach i el de Joan Reventós, o ja en la transició en promoure el manifest, signat per quatre-centes persones per intentar unir els dos partits socialistes (PSC-Reagrupament) i PSC-Congrés). També va ajudar ERC. Si, en canvi que s'hi va afiliar a un sindicat: la CNT. Ho va fer al sindicat de professions lliberals en el temps que també hi militava l'escriptor Baltasar Porcel, no sense resistències atès l'històric tarannà anticlerical d'aquesta organització. Va intentar ja dins de l'organització fer una aproximació entre el cristianisme i l'anarquisme com havia fet anys abans entre el marxisme i el cristianisme amb encontres i xerrades arreu de l'Estat.
El 1986 s'implicarà en el desenvolupament de l'independentisme amb el procés de fundació amb altres persones de la Convenció per la Independència Nacional.
Desenvoluparà altres iniciatives algunes polèmiques per l'opinió pública, per exemple l'any 1981, juntament amb altres promotors de la cultura catalana, van dissenyar el Carnet de nacionalitat catalana, que es distribuïa a través de la Llibreria Les Voltes de Girona., la iniciativa de recuperar la brusa catalana, i l'any 1986 la creació del santuari del castell de Gallifa (la Verge de l'Ecologia).
L'any 2009 serà un dels promotors del manifest de suport a Suma Independència.

## El teòleg i l'escriptor
En la faceta d'escriptor, l'obra teològica i cívic política s'inicià l'any 1967 amb el llibre que causà gran impacte Distensions cristianomarxistes. Aquest llibre juntament amb l'Agonia de l'autoritarisme catòlic escrit el 1968 i el Contrapunts al "Camí" de l'Opus Dei fet el 1970 seran segrestats posteriorment a la sortida al mercat pel ministre Manuel Fraga Iribarne. Es dona la circumstància que els seus llibres de temàtica religiosa mai van passar censura eclesiàstica, va ser el primer capellà d'Europa en no fer-ho, contra el parer, és clar, de la jerarquia eclesiàstica. La seva teologia ha estat conceptuada com "Teologia popular".
Els últims anys Josep Dalmau va incidir en la temàtica independentista amb els llibres La batalla per l'autodeterminació dins la Unió Europea, publicat el 1995, i Espanyols per força l'any 2002. També va publicar les seves memòries el 2009 amb el llibre Un capellà rebel, un sacerdot lliure. Memòries: primera part (1926-1968) i el 2014 amb Segones memòries. Una lluita per sobreviure amb dignitat.

## Obres
- Distensions cristianomarxistes. (1967)
- Agonia de l'autoritarisme catòlic. (1968)
- L'Església subterrània. (1969)
- Contrapunts al "Camí" de l'Opus Dei. (1970)
- La fe a debat. (1972)
- El malefici dels símbols. (1973)
- Condemnats a creure. (1977)
- Crònica d'un combat obrer. (1978)
- Catalunya i l'Església al banquet dels acusats. (1980)
- Diàleg de les verges negres de Polònia i Catalunya. (1982)
- La crisi del PSOE vista des del conflicte Pallach-Raventós. (1979)
- El Rosselló és Catalunya. (1989)
- La batalla per l'autodeterminació dins la Unió Europea. (1995)
- Espanyols per força. (2002)
- Un capellà rebel, un sacerdot lliure. Memòries: primera part (1926-1968). (2009)
- Segones memòries. Una lluita per sobreviure amb dignitat. (2014)

## Guardons
- Creu de Sant Jordi (any 1996).
- Premi d'Actuació Cívica de la Fundació Lluís Carulla (any 1996).
- Memorial Joan XIII (any 2002).